# Jón Rögnvaldsson
Jón Rögnvalsson, död 1625, var en man som avrättades för häxeri på Island. Han är den första person som avrättats för trolldom på Island. 
Fogden Magnus Björnsson i Munkapvera, som hade utbildats i Köpenhamn och fört med sig Häxhammaren till Island, nåddes under 1625 av rykten att spöken hade gjort en pojke sjuk och dödat flera hästar, och ansåg genast att detta orsakats av en häxa som nu måste identifieras. Den sjuka pojken angav Jón Rögnvaldsson, i vars hus man hittade ett ark med runskrift som Jon erkände sig ha skrivit. 
Jon var allmänt känd som fjölkunnugur, dvs kunnig om det övernaturliga. Jóns bror, poeten Thorvald, vittnade att hans bror visserligen kunde ha försökt sig på ordmagi, galdrar, men att han inte hade kraften eller intelligensen, vald, för att lyckas. Magnus Björnsson dömde dock Jón Rögnvaldsson som skyldig till trolldom på grundval av den "förtrollade" pojkens ord och runskriftena som hade hittats i hans hus. Han avrättade Rögnvaldsson för häxri genom bränning på bål, av allt att döma utan att ha framfört målet till alltinget, till vilket alla allvarliga mål enligt reglerna skulle föras.  
Björn på Skarösa noterade: "Jón Rögnvaldsson från Svafadardalur brändes till döds i Eyafjördur sedan han dömts för trolldom. Han hade uppväckt en död, som angrep pojken i Urdur, dödade hästar och hade annat otyg för sig." 
Jón Rögnvaldssons bror klagade i sin diktning över domen och upprepade sina argument om att brodern inte had haft kraften att lyckas med sina galdrar och om skada hade åstadkommits med dem hade det skett mot hans vilja. 
Redan 1564 hade Island fått en sträng dansk sedlighetslag om att prästerna skulle spåra upp allt som var okristet. Den populär magikern Jon Laerdi Gudmundsson, som en gång lyckats vända ett arabiskt piratskepp på jakt efter slavar, hade anklagats flera gånger men frikänts varje gång. 1630 infördes den danska häxlagen av år 1617 på Island, och 1654 hölls den mest berömda isländska häxprocessen.          